# 甘靖中
甘靖中（1971年7月—），男，汉族，黑龙江佳木斯人，中国共产党党员。中华人民共和国政治人物。现任北京市昌平区委书记。